# Jean-Paul Philippot

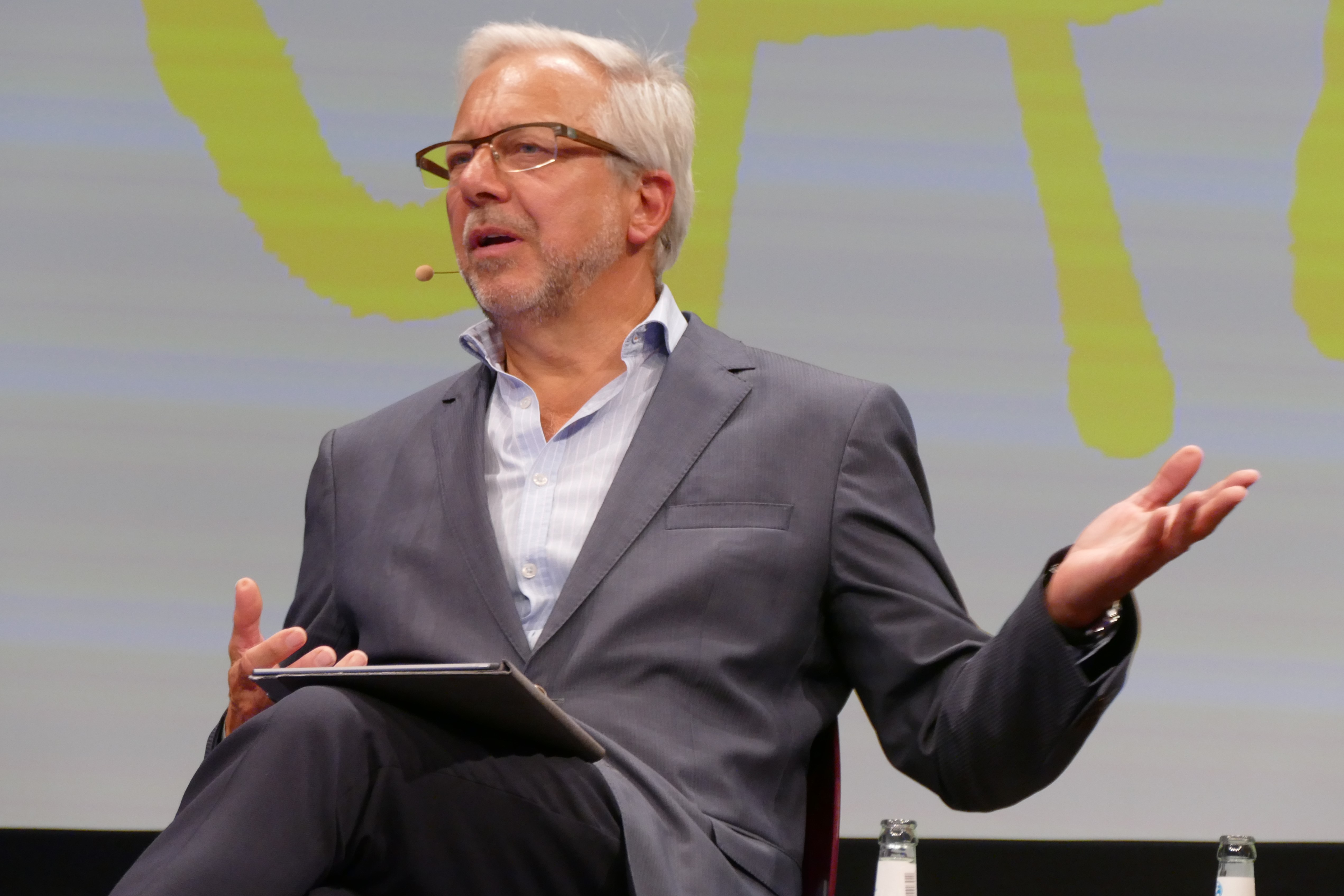
Jean-Paul Philippot in 2024

Jean-Paul Philippot (Luik, 26 juni 1960) is de huidige administrateur-generaal van de Radio-Télévision belge de la Communauté française (RTBF) en voormalig voorzitter van de Europese Radio-unie (EBU).
Philippot behaalde een master handelsingenieur aan de Solvay Business School van de Université libre de Bruxelles in 1984. Hij werkt vervolgens op meerdere plaatsen, waaronder een aantal jaren als kabinetsmedewerker voor PS-politicus Charles Picqué. In 2002 kwam hij aan het hoofd van de RTBF.
Hij werd verkozen als voorzitter van de EBU op de algemene vergadering van juli 2008 in Boedapest, Hongarije. Hij oefende de functie tien jaar uit en werd opgevolgd door de Brit Tony Hall.